# Антигон (син Деметрія I Сотера)
Антигон (дав.-гр. Αντίγονος; близько 152 до н. е. — 150 рік до н. е.) — селевкідський принц, син басилевса Деметрія I Сотера та його дружини Лаодіки V. Брат басилевсів Антіоха VII та Деметрія II, за різними версіями, був або старшим, або наймолодшим з братів. Можливо правив деякий час у 150 році до н. е. під іменем Антіоха і карбував монету. Був страчений разом з матір'ю за наказом Аммонія, сановника узурпатора Александра I Баласа.

## Життєпис

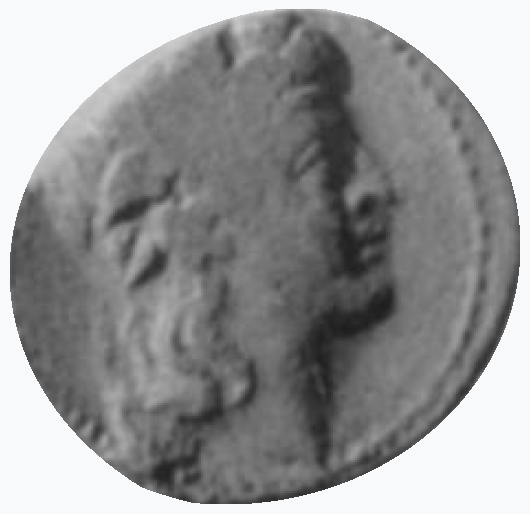
Аверс монети «басилевса Антіоха» 162 року ери Селевкідів з зображенням Діоніса.

Антигон був одним з синів басилевса держави Селевкідів Деметрія I Сотера та його дружини Лаодіки, котру більшість дослідників ототожнюють з Лаодікою V, дружиною останнього басилевса Македонії, Персея. У такому випадку батьки Антигона були рідними братом та сестрою. Однак, деякі дослідники заперечують таке ототожнення. Окрім Антигона подружжя мало ще двох синів, Антіоха та Деметрія. Коли проти Деметрія I виступив інший претендент на владу, Александр I Балас, він відіслав у 152 році до н. е. двох синів зі столиці. Антигон залишився при батькові та після його повалення був схоплений разом з матір'ю. За наказом Аммонія, посадовця басилевса-узурпатора Александра I Баласа, Антигон та Лаодіка були страчені у 150 році до н. е.
Серед науковців немає одностайної думки хто був первістком Деметрія I. За версією висунутою Едвіном Бівеном, Антигон міг бути старшим сином басилевса, однак Огюст Буше-Леклерк її оскаржив, назвавши Антигона наймолодшим і припустив, що на час війни він був ще немовлям. Німецький історик Кей Елінґ також вважав Антигона молодшим сином. Він вказував, що Антигон був страчений з матір'ю через два роки після відправлення братів на Кнід. За версією Елінґа, Антигон ще не народився коли Деметрій I відіслав своїх синів у безпечне місце і датував його народження близько 152 року до н. е. Версію про старшого сина підтримував історик Джон Гренджер. 
Едвін Бівен припускав, що Деметрій II взяв епіклесу Філадельф (дав.-гр. Φιλάδελφος; Братолюблячий) в пам'ять про старшого брата, помста за нього могла бути офіційним мотивом виступу проти Александра I Баласа.
З Антигоном пов'язувалася бронзова монета з зображенням Діоніса, яка зберігається в Музеї Фіцвільяма. Вона містить легенду «басилевса Антіоха» та датована ΒΞΡ (162) роком ери Селевкідів (151/150 роки до н. е.). Враховуючи, що викарбувані в той рік монети Деметрія I мали ідентичну монограму монетарія, історик Фріц Моріц Гайхельгайм припустив, що після смерті батька Антигон став басилевсом взявши тронне ім'я Антіох і чинив опір Александру I Баласу в Антіохії на Оронті. Дослідник Альфред Беллінджер вважав, що це припущення створює «незручні труднощі». Хоча ім'я Антигона не було традиційним для династії, але й ім'я його батька (Деметрій) також раніше не зустрічалося серед Селевкідів. Кей Елінґ вважав цю монету викарбуваною від імені Антіоха VII.